# Sömmerung

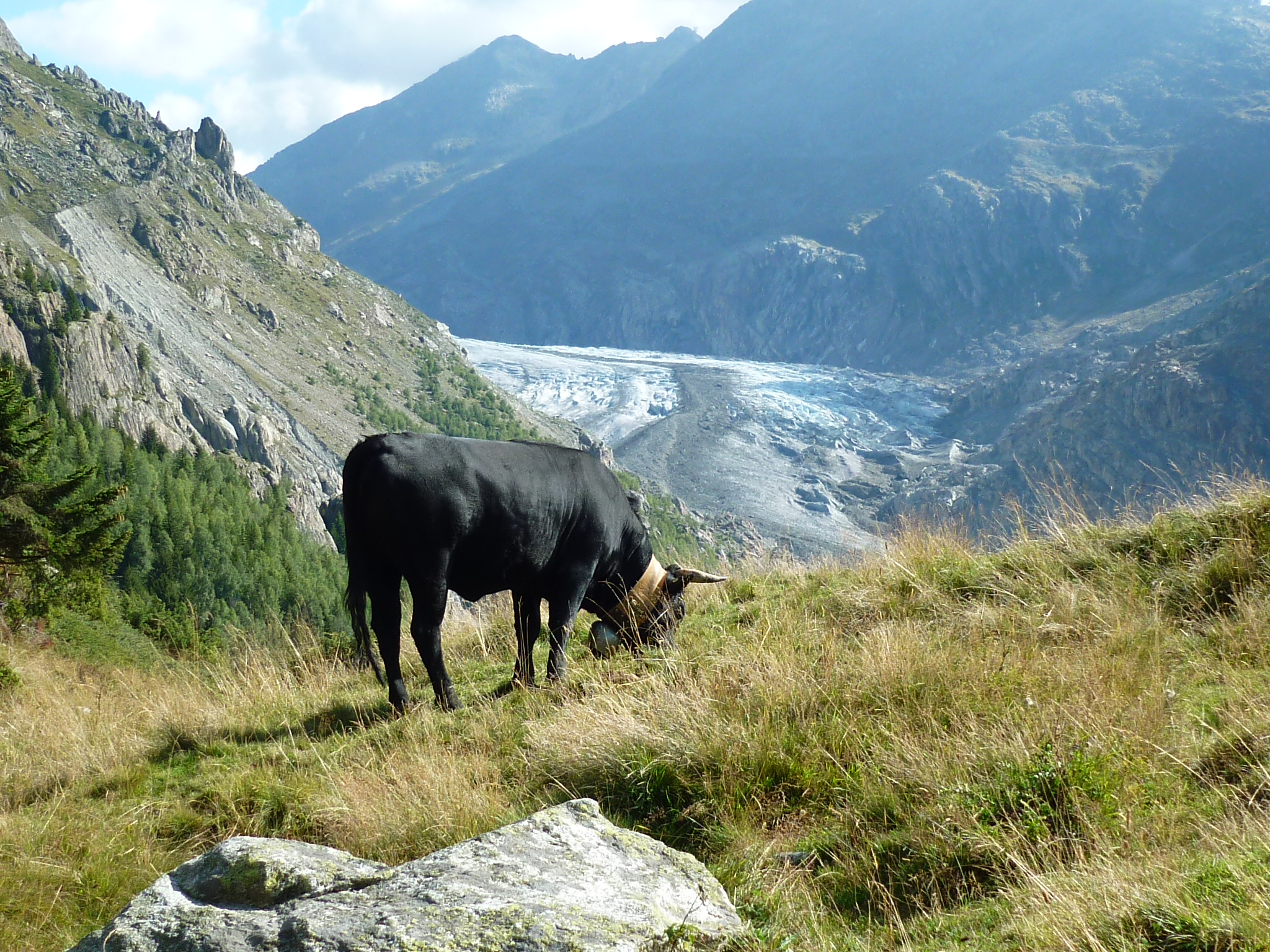
Sömmerung eines Eringerrindes beim Aletschgletscher

Mit Sömmerung (auch Alpbestoßung bzw. schweizerisch Alpbestossung) wird der sommerliche Weidegang von Nutztieren (Schafe, Ziegen, Kühe, Rinder, Pferde) auf einer Alp bezeichnet. Diese Phase der Almwirtschaft wird zu den Formen der extensiven Viehwirtschaft gezählt.
Daneben wird es auch als Sömmerung bezeichnet, einen Teich im Sommer längere Zeit trockenfallen zu lassen.

## Alpenraum
Die Bestoßung der meist im Kollektiveigentum (Allmenden) befindlichen und als Genossenschaften organisierten Alpen ist seit Jahrhunderten in Alpordnungen geregelt und wird vom Alpvogt kontrolliert, um eine gerechte Nutzung zu gewährleisten und eine Übernutzung zu vermeiden. Die melkbaren Tiere liefern die Milch für teils vor Ort auf der Alp produzierten Alpkäse.
Die Abwesenheit der Tiere ermöglicht dem Talbetrieb, den Vorrat für den Winter zu schaffen. Der Alpaufzug und -abzug erfolgt vielfach in Etappen (Dreistufenform), im Frühling und Herbst in tieferen Lagen (Maiensäss) und im Sommer auf den höheren Lagen (Oberstaffel).
Das Sömmerungsgebiet ist ein bedeutender Teil der Kulturlandschaft und befindet sich in den Alpen und Voralpen sowie im Jura. Schutz und Pflege der Weiden im Sömmerungsgebiet helfen Naturkatastrophen (Lawinen, Erdrutsche, Erosion) zu verhüten und dienen dem Tourismus. In der Schweiz werden die Bauern dafür durch staatliche Direktbeiträge entschädigt.